# Борисов (Хмельницкая область)
Бори́сов (укр. Борисів) — село в Шепетовский район Хмельницкой области Украины.
Население по переписи 2001 года составляло 1491 человек. Почтовый индекс — 30326. Телефонный код — 3852.

## Местный совет
Хмельницкая обл., Шепетовский р-н, с. Борисов, ул. Ленина, 12